# Lassovszky Károly
Lassovszky Károly (Gyetva, 1897. március 23. – Boston (Massachusetts), 1961. december 20.) magyar csillagász, geofizikus.

## Életrajza
Előbb a bp.-i Földrengési Számoló Intézetben, majd 1921-től a budapesti sváb-hegyi Egyetemi Csillagvizsgálóban dolgozott. Ugyanitt 1938-tól 1943-ig igazgató és 1949-ig az egyetem Csillagászati Intézetének vezetője. 1956-ig az Állami Eötvös Loránd Geofizikai Intézetnek munkatársa. 1956-ban külföldre távozott. 1957-től haláláig az USA-ban a Smithsonian Asztrofizikai Intézetben dolgozott. Főként csillagászati fényességmérésekkel és az optikai műszerek elméletével foglalkozott. A Geofizikai Intézetben Oszlaczky Szilárddal a földkéregre ható árapályerőt tanulmányozta. Utolsó munkái a mesterséges holdak fényképezéssel végzett helyzetmeghatározásának pontosságát tárgyalják. Ismeretterjesztő tevékenységet is végzett.

## Művei
- A Mars bolygó (Pécs, 1924);
- A világrendszerek (Bp., 1929);
- Csillagos ég (egyes fejezetek, Bp., 1938);
- Csillagászati és Meteorológiai Lexikon (Bp., é. n.);
- A nap és a hold gravitációs hatása a graviméter-mérésekre (Oszlaczky Szilárddal, Bp., 1952).